# Kazimierz Rozwałka
Kazimierz Rozwałka (ur. 17 maja 1957 w Bychawie) – polski producent filmowy i kierownik produkcji.
Absolwent Wyższego Studium Zawodowego Organizacji Produkcji Filmowej i Telewizyjnej PWSFTviT w Łodzi. Laureat kilkunastu nagród filmowych w tym Grand Prix Festiwalu Polskich Filmów Fabularnych w Gdyni oraz Polskiej Nagrody Filmowej, Orzeł w kategorii najlepszy film. Członek Polskiej Akademii Filmowej.

## Filmografia
jako producent:
- Gniew (1998)
- Historia kina w Popielawach (1998)
- Reich (2001)
- Powiedz to, Gabi (2003)
- To nie tak jak myślisz kotku (2008)
- Śniadanie do łóżka (2010)
- Dzień dobry, kocham cię (2014)

jako kierownik produkcji:
- Człowiek z... (1993)
- Spis cudzołożnic (1994)
- Szabla od komendanta (1995)
- Grający z talerza (1995)
- Gulczas, a jak myślisz... (2001)
- Yyyreek!!! Kosmiczna nominacja (2002)

## Wybrane nagrody i nominacje
- 1998 – Grand Prix Festiwalu Polskich Filmów Fabularnych w Gdyni dla producenta najlepszego filmu Historia kina w Popielawach
- 1998 – Brązowe Grono na Lubuskim Lecie Filmowym w Łagowie za film Historia kina w Popielawach
- 1999 – Polska Nagroda Filmowa, Orzeł w kategorii najlepszy film za Historia życia w Popielawach
- 1999 – nominacja do Polskiej Nagrody Filmowej, Orzeł w kategorii najlepszy producent za film Historia kina w Popielawach
- 1999 – Nagroda Główna na Międzynarodowym Festiwalu Filmowym w Trieście za film Historia życia w Popielawach
- 1999 – Złota Kaczka pisma Film w kategorii najlepszy film polski roku 1998 za film Historia życia w Popielawach